# كوليج بارك
كوليج بارك (ماريلاند) (بالإنجليزية: College Park, Maryland)‏ هي مدينة تقع في الولايات المتحدة في مقاطعة برينس جورج (ماريلاند). يقدر عدد سكانها بـ 30,413 نسمة ومساحتها 14.71 كم2 وترتفع عن سطح البحر 21 متر.

## التركيبة السكانية
قام مكتب تعداد الولايات المتحدة بتحديد بيانات التركيبة السكانية لكوليج باركفي تعداد الولايات المتحدة. في ما يلي، التركيبة السكانية حسب تعدادي 2000 و2010.

### تعداد عام 2000
بلغ عدد سكان كوليج بارك 24,657 نسمة بحسب تعداد عام 2000، وبلغ عدد الأسر 6,030 أسرة وعدد العائلات 3,039 عائلة مقيمة في المدينة.
وتوزع التركيب العرقي للمدينة بنسبة 68.82% من البيض و 0.33% من الأمريكيين الأصليين و 10.03% من الأمريكيين ذوي الأصول الآسيوية و 0.01% من سكان جزر المحيط الهادئ و 15.93% من الأمريكيين الأفارقة و 2.31% من عرقين مختلطين أو أكثر.
بلغ عدد الأسر 6,030 أسرة كانت نسبة 19.8% منها لديها أطفال تحت سن الثامنة عشر تعيش معهم، وبلغت نسبة الأزواج القاطنين مع بعضهم البعض 38.6% من أصل المجموع الكلي للأسر، ونسبة 8.3% من الأسر كان لديها معيلات من الإناث دون وجود شريك، وكانت نسبة 49.6% من غير العائلات. تألفت نسبة 25.7% من أصل جميع الأسر من أفراد ونسبة 9.1% كانوا يعيش معهم شخص وحيد يبلغ من العمر 65 عاماً فما فوق. وبلغ متوسط حجم الأسرة المعيشية 3.11، أما متوسط حجم العائلات فبلغ 2.65.
بلغ العمر الوسطي للسكان 22 عاماً. وكانت نسبة 51.3% بين الثامنة عشر والأربعة وعشرون عاماً، ونسبة 19.8% كانت واقعةً في الفئة العمرية ما بين الخامسة والعشرون حتى والأربعة وأربعون عاماً، ونسبة 11.3% كانت ما بين الخامسة والأربعون حتى الرابعة والستون، ونسبة 7.2% كانت ضمن فئة الخامسة والستون عاماً فما فوق. يوجد لكل 100 أنثى 110.3 ذكر، ويوجد لكل 100 أنثى في الثامنة عشر من عمرها فما فوق 111.2 ذكر.

### تعداد عام 2010
بلغ عدد سكان كوليج بارك 30,413 نسمة بحسب تعداد عام 2010، وبلغ عدد الأسر 6,757 أسرة وعدد العائلات 2,852 عائلة مقيمة في المدينة. في حين سجلت الكثافة السكانية 5,392.4 نسمة لكل ميل مربع (2,082.0/كم2). وبلغ عدد الوحدات السكنية 8,212 وحدة بمتوسط كثافة قدره 1,456.0 لكل ميل مربع (562.2/كم2).
وتوزع التركيب العرقي للمدينة بنسبة 63.0% من البيض و 0.3% من الأمريكيين الأصليين و 12.7% من الأمريكيين ذوي الأصول الآسيوية و 0.1% من سكان جزر المحيط الهادئ و 14.3% من الأمريكيين الأفارقة و 3.5% من عرقين مختلطين أو أكثر.
بلغ عدد الأسر 6,757 أسرة كانت نسبة 18.4% منها لديها أطفال تحت سن الثامنة عشر تعيش معهم، وبلغت نسبة الأزواج القاطنين مع بعضهم البعض 30.6% من أصل المجموع الكلي للأسر، ونسبة 7.9% من الأسر كان لديها معيلات من الإناث دون وجود شريك، بينما كانت نسبة 3.7% من الأسر لديها معيلون من الذكور دون وجود شريكة وكانت نسبة 57.8% من غير العائلات. تألفت نسبة 24.8% من أصل جميع الأسر من أفراد ونسبة 6.6% كانوا يعيش معهم شخص وحيد يبلغ من العمر 65 عاماً فما فوق. وبلغ متوسط حجم الأسرة المعيشية 3.18، أما متوسط حجم العائلات فبلغ 2.79.
بلغ العمر الوسطي للسكان 21.3 عاماً. وكانت نسبة 7.6% من القاطنين تحت سن الثامنة عشر، وكانت نسبة 60.7% بين الثامنة عشر والأربعة وعشرون عاماً، ونسبة 15.7% كانت واقعةً في الفئة العمرية ما بين الخامسة والعشرون حتى والأربعة وأربعون عاماً، ونسبة 11% كانت ما بين الخامسة والأربعون حتى الرابعة والستون، ونسبة 5.1% كانت ضمن فئة الخامسة والستون عاماً فما فوق. وتوزع التركيب الجنسي للسكان بنسبة 53.1% ذكور و46.9% إناث.